# I Cavalieri (gruppo musicale)
I Cavalieri sono stati un gruppo musicale attivo alla fine degli anni cinquanta in Italia.

## Storia
Il gruppo venne formato nel 1957 come quartetto strumentale da Enzo Jannacci, Gian Franco Reverberi, Nando De Luca e Paolo Tomelleri, tutti provenienti dall'Orchestra sinfonica del  Conservatorio “Giuseppe Verdi” di Milano. Durante gli intervalli per la preparazione dei concerti, iniziarono a suonare per divertimento musica pop e rock & roll e, nel 1957, diedero vita al gruppo che, nel giro di pochi anni, pubblicò una decina di singoli e di EP in collaborazione con diversi cantanti italiani del periodo come Luigi Tenco, Gino Paoli, Giorgio Gaber o Brunetta.
Nel 1959 Tenco esordì con il gruppo pubblicando un EP, I Cavalieri Vol. 1.

## Formazione
- Enzo Jannacci: pianoforte[9]
- Gian Franco Reverberi: vibrafono
- Nando De Luca: batteria
- Paolo Tomelleri: clarinetto basso e sax[5]
- Luigi Tenco: voce

## Discografia

### Singoli ed EP
- 1959 - I Cavalieri Vol. 1
- 1959 - Gino Paoli con I Cavalieri - La tua mano
- 1959 - Brunetta con I Cavalieri - Precipito precipito precipito
- 1959 - Gino Paoli con I Cavalieri - La tua mano / chiudi
- 1959 - I due corsari con I Cavalieri - Birra
- 1959 - Giorgio Gaber e I Cavalieri - Sea Cruise / Save My Soul
- 1959 - Brunetta con I Cavalieri - Darling, Lù
- 1959 - Brunetta con I Cavalieri - Teddy Rock / Se qualcuno ti dirà
- 1959 - Brunetta con I Cavalieri - The Explosive Brunetta
- 1959 - Giorgio Gaber la sua chitarra e I Cavalieri - Venus
- 1959 - Giorgio Gaber la sua chitarra e I Cavalieri - Priscilla
- 1959 - Brunetta con I Cavalieri - Baby Rock / Mai
- 1959 - Brunetta con I Cavalieri - Wendy, Wendy
- 1959 - Brunetta con I Cavalieri - Tutti Frutti / Precipito
- 1959 - Giorgio Gaber la sua chitarra e I Cavalieri - Priscilla
- 1959 - Giorgio Gaber e I Cavalieri - Canta / Bambolina
- 1959 - I Due Corsari con I Cavalieri - 24 Ore / Hei!... Stella
- 1960 - Brunetta con I Cavalieri - Il ciclone Brunetta / Va bene!

### Raccolte
- 2017 - Canta Tenco